# 土方歳三
土方 歳三（ひじかた としぞう、天保6年〈1835年〉- 明治2年5月11日〈1869年6月20日〉）は、幕末期の幕臣、新選組副長。蝦夷島政府陸軍奉行並。 諱は義豊（よしとよ）、雅号は豊玉（ほうぎょく）、家紋は左三つ巴。
新選組時代には、局長・近藤勇の右腕として組織を支えた。戊辰戦争では旧幕軍側指揮官の一人として各地を転戦し、またいわゆる「蝦夷島政府」では、軍事治安部門の責任者に任ぜられて指揮を執った。戊辰戦争の最後の戦場になった箱館五稜郭の防衛戦で戦死。

## 生涯

### 於石田村　御府内浪人　土方歳蔵
天保6年（1835年）、武蔵国多摩郡石田村（現在の東京都日野市石田）に農家の土方義諄（隼人）と恵津の間に生まれる。10人兄弟の10番目であるが、乳幼児期に夭逝した兄姉を除いて四男二女の6番目とされることもある。土方家は「御大盡（おだいじん）」と呼ばれる多摩の豪農であったが、父・義諄は天保6年の2月5日に結核で亡くなっており、母・恵津も歳蔵が数え年6歳の天保11年7月1日（1840年7月29日）に結核で亡くなっている。また、長兄の為次郎は眼疾のため、次兄の喜六が家督を継ぎ、隼人を襲名、その妻・なかに養育された。生家の在った場所には、歳蔵が少年の頃に「我、壮年武人と成りて、天下に名を上げん」と言って植えたという通称「矢竹」が現存する。
従来、11才の時に江戸上野の「松坂屋いとう呉服店」（現在の松坂屋上野店）へ奉公に上がり、すぐに番頭と喧嘩をして郷里に戻って来たと伝えられていたが、石田村の人別帳控により、数え年11才の弘化2年（1845年）は石田村に在住しており、奉公には出ていない事が判明している。欠損もあるが、この人別帳から、弘化4年（1847年）3月までは実家におり、奉公に出されたのは同4年の4月以降、翌嘉永元年3月までの間（数え13歳または14歳）、安政4年（1857年）には奉公を終えていたことがわかる。また17歳の時に松坂屋上野店の支店である江戸伝馬町の木綿問屋（上野店の鶴店に対し、亀店（かめだな）と称された）に奉公に上がり、其処で働いていた年上の女性を妊娠させるという問題を起こして郷里に戻った俗説もあるが、前述の人別帳の存在から現在ではその信憑性が疑問視されており、現在も何処へ奉公していたかは判然としていない。
その後、歳蔵は実家秘伝の「石田散薬」を行商しつつ、各地の剣術道場で試合を重ね、修行を積んだと言われている。
姉・らんは姉弟の従兄弟でもある日野宿名主の佐藤彦五郎に嫁いでおり、歳蔵も彦五郎宅にはよく出入りしていたと言われる。彦五郎は大火に乗じて祖母を目の前で殺害され、周囲や自らの身に危険を感じた事を契機に井上源三郎の兄・井上松五郎の勧めで天然理心流に入門し、自宅の一角に道場を開いていた。そんな縁から彦五郎は試衛館の近藤勇と義兄弟の契りを結んでおり、天然理心流を支援した。
歳蔵は其稽古場に指導に来ていた近藤と出会い、安政6年（1859年）3月9日、天然理心流に正式入門している。文久元年8月27日（1861年10月1日）、近藤が天然理心流4代目宗家に襲名。記念に紅白の組に別れて野試合が催され、歳蔵は赤組の大将を守る赤組中軍の「衛士」を担った。一回戦、二回戦とも赤組が勝利、三回戦目は白組中軍大将の佐藤彦五郎が赤組中軍大将の荻原糺を討ち取って白組の勝利という結果であった。
文久3年（1863年）2月、試衛館の仲間と共に、江戸幕府第14代将軍・徳川家茂警護の為の浪士組に応募し、京都へ赴く。其時の連名記には以前の「土方歳蔵」を改称し「土方歳三」と称する。

### 於京師　新選組副長　土方歳三
文久3年（1863年）に起きた八月十八日の政変後、壬生浪士組(正式な名称ではない)の活躍が認められて新選組が発足。その後、新見錦が切腹。芹沢鴨も土方らによると見られる暗殺で横死し、権力を握った近藤が局長となった。歳三は副長の地位に就き、近藤の右腕として京都の治安維持等にあたった。新選組は副長助勤、監察など職務ごとに系統的な組織作りがなされ、頂点は局長であるが、実際の指揮命令は副長の歳三から発したとされる。
元治元年（1864年）6月5日の池田屋事件の際は、半隊を率いて長州藩士・土佐藩士らが頻繁に出入りしていた丹虎（四国屋）方面を探索して回ったが、こちらは誰もいなかった。すぐさま池田屋の応援に駆けつけたが、ただちに突入せずに池田屋の周りを固めた。池田屋事件の恩賞は破格のものとなり、天下に新選組の勇名が轟いた。さらに幕府から、近藤を与力上席、隊士を与力とする内示があったが、その時は実現には至らなかった。

### 戊辰戦争
慶応3年（1867年）6月、幕臣に取り立てられる。しかし同年10月14日、徳川慶喜が将軍職を辞した（大政奉還）。12月9日に王政復古の大号令が発せられるに至り、江戸幕府は事実上終焉した。慶応4年（1868年）1月3日、鳥羽・伏見の戦いに始まる戊辰戦争が勃発し、歳三は墨染事件で負傷した近藤の代わりに新選組を率いて戦うが、新政府軍の攻勢の前に敗北する。その後、江戸城に登城した歳三は、佐倉藩江戸留守居役の依田学海に戦況を尋ねられると、「戎器は砲に非ざれば不可。僕、剣を帯び槍を執り、一も用うるところなし」と語り、洋式軍備の必要性を改めて痛感したとされる。もっとも、新選組は鳥羽・伏見の戦いで敗北する以前の文久3年には既に壬生寺の境内に於いて銃や大砲の洋式訓練を行っており、その年の八月十八日の政変では実際に銃を使用し、果敢に長州勢を打ち払ったという記述も存在する（會津藩庁記録）。
鳥羽・伏見の戦いで敗れた幕府軍が大坂から江戸へ撤退したあと、近藤は大久保剛、歳三は内藤隼人と偽名を名乗り、新撰組を「甲陽鎮撫隊」に改名して甲斐国に向かう。しかし3月6日、甲州勝沼の戦いにて大敗。歳三は戦争前に急ぎ援軍要請へ向かったが成功しなかった。その後、流山で再起を図っていたが、4月3日、新政府軍に包囲された近藤が大久保大和と名を偽り投降。このとき、歳三が近藤の切腹を止めて投降を勧めたと言われている。歳三は江戸へ向かい、勝海舟らに直談判し近藤の助命を嘆願したが実現せず、慶応4年（1868年）4月25日、近藤は板橋刑場にて斬首に処せられた。
近藤投降後、助命嘆願のかたわら新選組を斎藤一改め山口次郎に託して会津へ向かわせ、島田魁ら数名の隊士のみを連れて大鳥圭介らが率いる旧幕府軍と合流。4月11日に江戸開城が成立すると江戸を脱出し、歳三は秋月登之助率いる先鋒軍の参謀を務めた。下館・下妻を経て宇都宮城の戦いに勝利、宇都宮城を陥落させる。しかし壬生の戦いに敗れ、新政府軍と宇都宮で再戦した際に右足を負傷し、本軍に先立って会津へ護送されることとなった。会津で約3か月間の療養生活を送り、この間に近藤の墓を天寧寺内に建てたと言われる。
全快して戦線に復帰したあとは、その指揮を山口二郎（斎藤一）に委ね、山口の支援をしつつ会津の防戦に尽力するが、8月に母成峠の戦いの敗戦に伴い会津戦争が激化。歳三は援軍を求めて庄内藩に向かうが、すでに新政府軍への恭順に転じていた庄内藩においては入城さえ叶わなかった。歳三は会津から仙台藩へ向かうことを決めた。同じように戦列を離れた大鳥に対して、山口らは会津藩に忠誠を尽くすべきだと訴えたということが、箱館戦争後に現在の青森県で記録された古文書にある。土方は、会津藩領では新選組に復帰してはいなかった。そして、城下に残る山口らと、仙台へ天寧寺から離脱した隊士たちとに新選組は分裂する。
仙台に至り、榎本武揚率いる旧幕府海軍と合流。榎本とともに奥羽越列藩同盟の軍議に参加した。まもなく奥羽越列藩同盟が崩壊し、同盟藩が次々と新政府軍に降伏したあとは、新選組生き残り隊士に桑名藩士らを加えて太江丸に乗船し、榎本らとともに10月12日仙台折浜（現宮城県石巻市折浜）を出航し、蝦夷地に渡った。

### 箱館戦争(己巳の役)・死没

土方歳三像（函館市五稜郭内）

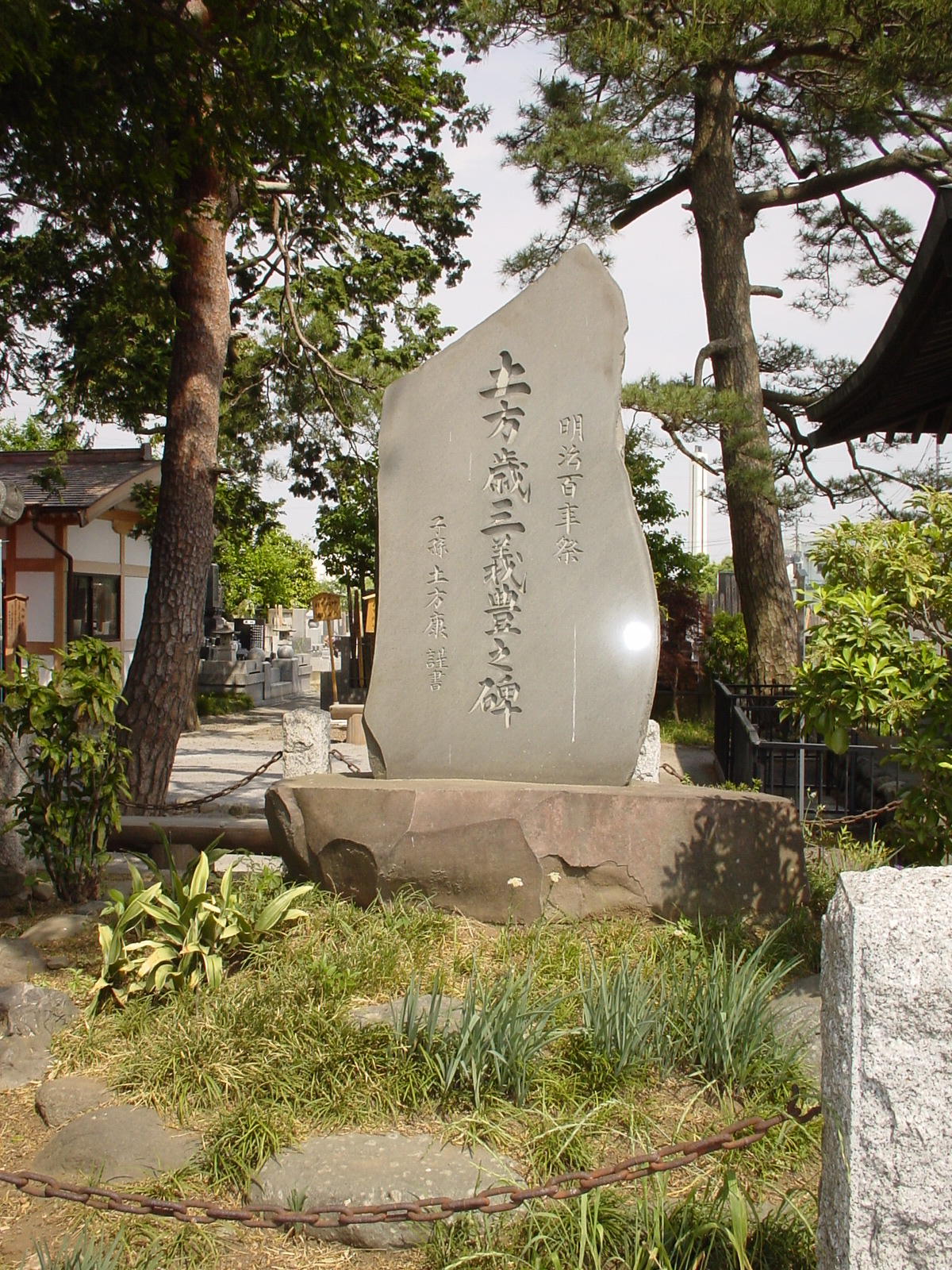
土方歳三義豊之碑（日野市石田寺）

10月20日、蝦夷地鷲ノ木に上陸後、歳三は間道軍総督となり五稜郭へ向かった。新選組は総督大鳥圭介の元で本道を進んだが、歳三には島田魁ら数名の新選組隊士が常に従っていたという。
箱館・五稜郭を占領後、歳三は額兵隊などを率いて松前へ進軍して松前城を陥落させ、残兵を江差まで追撃した。このとき、榎本武揚は土方軍を海から援護するため、軍艦「開陽丸」で江差沖へ向かったが、暴風雨に遭い座礁。江差に上陸して開陽丸の沈没していく姿を見守っていた榎本と歳三は、そばにあった松の木を叩いて嘆き合ったと言われ、今でもその「嘆きの松」が残っているが、現存するのは近年植樹されたものである。
江差を無事占領した歳三は、松前城へ一度戻り、12月15日に榎本が各国領事を招待して催した蝦夷地平定祝賀会に合わせて五稜郭へ凱旋した。
その後、幹部を決定する選挙が行われ、榎本を総裁とする「蝦夷共和国」（五稜郭が本陣）が成立し、歳三は幹部として陸軍奉行並となり、箱館市中取締や陸海軍裁判局頭取も兼ねた。箱館の地でも歳三は冷静だったという。箱館政府が樹立され、榎本らが祝杯を交わしている時も歳三は1人沈黙を保ち、「今は酒を飲み浮かれるときではない」と言っていたとされる。
1月から2月にかけては箱館・五稜郭の整備にあたり、3月には新政府軍襲来の情報が入ったため、歳三は新政府軍の甲鉄艦奪取を目的とした宮古湾海戦に参加。しかし作戦は不運続きで失敗。多数の死傷者が出るも、歳三は生還する。
明治2年（1869年）4月9日、新政府軍が蝦夷地乙部に上陸を開始。歳三は、二股口の戦いで新政府軍の進撃に対し徹底防戦する。その戦闘中に新政府軍は鈴を鳴らし、包囲したと思わせる戦術をとった。これに土方軍の将兵は動揺したが、歳三は「本当に包囲しようとするなら、音を隠し気づかれないようにする」と冷静に状況を判断し、部下を落ち着かせた。また、戦いの合間に、歳三は部下たちに自ら酒を振る舞って回った。そして「酔って軍律を乱してもらっては困るので皆一杯だけだ」と言ったため、部下は笑って了承したという。土方軍が死守していた二股口は連戦連勝したが、もう一方の松前口が破られ、包囲される危険性があった為、やむなく撤退、五稜郭へ帰還した。
明治2年（1869年）5月11日、新政府軍の箱館総攻撃が開始され、島田らが守備していた弁天台場が新政府軍に包囲され孤立、歳三は救出のためわずかな兵を率いて出陣。箱館港にて「蟠竜丸」が新政府軍艦「朝陽丸」を撃沈したのを見て「この機失するべからず」と大喝、箱館一本木関門にて陸軍奉行添役大野右仲に命じて敗走してくる味方を押し出し、「我この柵にありて、退く者を斬らん」と宣告した。歳三は一本木関門を守備し、七重浜より攻め来る新政府軍に応戦。馬上で指揮を執った。
最期については諸説あるが、歳三は乱戦の最中に腹部に被弾、落馬したとされる。彼の命令によって台場方面に進軍していた大野率いる兵士らは、一時勢力を盛り返していたが、必死の指揮も空しく総崩れとなった。大野が止むを得ず引き返した所、同じく陸軍奉行添役の安富才助から歳三が撃たれた事を知らされたと云う。大野は急いで駆けつけたが、歳三は既に絶命していたとされる。
享年34（数え35）。奇しくも盟友・近藤と同じ享年であった。榎本軍が降伏したのはその6日後の事だった。
辞世とされるものは上記。辞世は歌は詠んだ日時の推定が難しいが、霊山歴史館の木村幸比古は、島田がまとめたとされる和歌集の巻頭歌すなわち上記の3が、土方の最後の歌の可能性が高いと述べている。

### 墓所・石碑・木碑

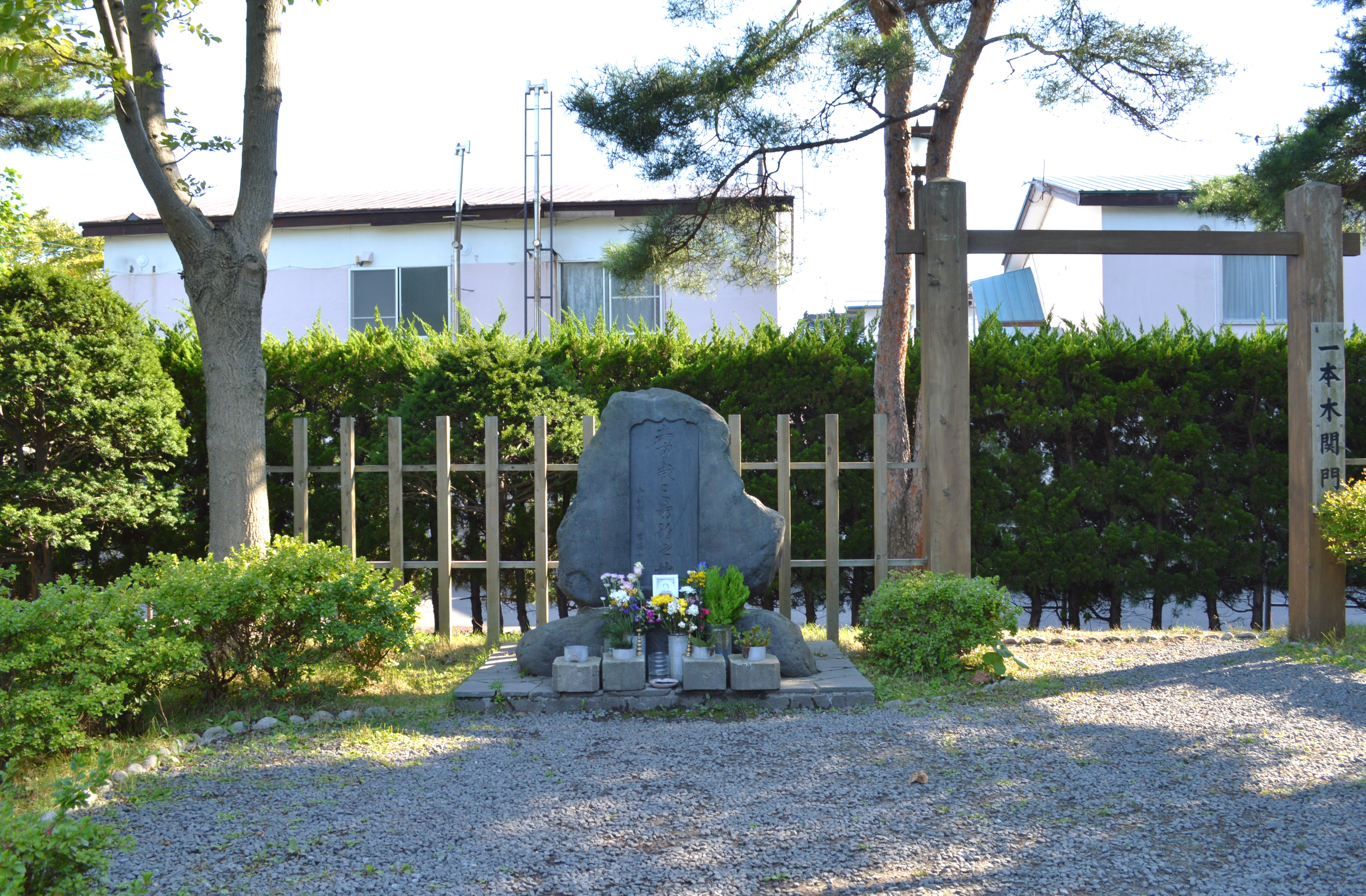
土方歳三最期の地碑（函館市若松町）

歳三の遺体は小芝長之助らに運ばれ、ほかの戦死者とともに五稜郭内（一本松の土饅頭）に埋葬されたとの説があるが、別の場所の説もあり未だに埋葬場所は確定していない。
東京都北区滝野川の板橋駅東口前（寿徳寺境外墓地）に供養塔があり、土方家の菩提寺である東京都日野市石田の石田寺に墓碑がある。
福島県会津若松市東山町の天寧寺境内に慰霊碑がある。この天寧寺には近藤勇の墓碑があり、歳三の石碑はその脇にある。もともとは木製のものが建立されていた。2020年に会津若松ライオンズクラブが60周年記念事業で近藤勇の墓碑の隣に土方歳三の慰霊碑を新たに建立した。
また、北海道函館市船見町の称名寺境内にも慰霊碑があり、北海道函館市若松町の若松緑地公園内に「土方歳三最期の地碑」がある。公園の本木関門跡の近隣は歳三が銃弾に倒れたと伝わる。

## 逸話

### 人物評
- 江川太郎左衛門「豪邁不屈、胆気非常の男」[17]
- 忠介（土方下僕）「知勇兼備の名将とは、土方殿の謂いなるべし。この人をして徳川全盛の時にあらしめば、必ず数十万石の大名となるべきに、惜しむらくは幕末に生まれ、かかる名将もその知勇を発揮する能わず」[18]
- 西村芳三郎「近藤氏者穏成人体土方氏者中々賢才有之候得共短気成気質」[19]
- 中島登「年ノ長スル二従ヒ温和ニシテ人ノ帰スル事赤子ノ母ヲ慕フカ如シ」[20]
- 榎本武揚「入室伹清風」
- 野出蕉雨(旧会津藩士)「南部の家には近藤や土方がよく来たものだ。近藤や土方は鬼のやうな乱暴者と思はれて居るが、常日はにこゝゝした温和しい人で、それでよく物のわかつた人だった。」[21]

### 剣術の実力
天然理心流試衛館に入門した翌年の万延元年（1860年）に刊行された『武術英名録』（江戸を除く関東地方の剣術家名鑑）に土方歳三の名が掲載されており、既に一定の実力に達していたことが窺える。ただし、天然理心流道場では歳三は中極位目録までの記録のみが現存している。
真紅の面紐に朱塗りの皮胴など洒落た防具を使用していたという。高幡不動の境内をよく稽古場所として使っていたともいわれる。新選組が屯所としていた八木邸の八木為三郎の述懐によれば、新選組の剣術稽古で、近藤勇や芹沢鴨は高いところに座って見ていることが多かったが、歳三はいつも胴を着けて汗を流しながら指導していたという。

### その他
- 幼少時には風呂から上がると、よく裸のまま家の柱で相撲の稽古をしていたという。その柱は土方歳三資料館に現在でも残っている[24]。
- 幼少期は菩提寺である高幡不動尊の山門から通行人に野鳥の卵を投げつけて遊ぶ等、やんちゃな子供であった。
- 甥（佐藤彦五郎の三男・彦吉）が庭先で転んで額を切ったときにはすぐさま駆けつけて「男の子の向かい傷だ。めでたいめでたい」と笑ってあやしたという[25]。
- のちの洋装の写真などから、歳三は合理主義者で便利なものは便利と受け取る柔軟さを持っており、舶来の懐中時計なども持っていたという。また戊辰戦争において、宇都宮城を一時ながら陥落させ、二股口を守備したときには味方が敗走を続けるなかで勝利を重ねるなど、西洋軍学にも理解を示して実践し、成果を上げている。
- 容姿が良く女性に人気だったために、京都にて新選組副長として活動していたときなどは、日野の親戚に向けて多数の女性からの恋文をまとめて木箱に入れ「つまらぬ物」と書き記し、送って自慢するほどであった。
  - 上洛間もないころ、小島鹿之助へ（一説に近藤道場の弟子たちにとも言われる）宛てに大きな荷物が届く。京土産でも送ってきたかと開けてみると、彼を慕う芸者・舞妓からの恋文がびっしり詰められており、「報国の心ころわするゝ婦人哉」という発句が手紙に添えられていたという[26]。
- 宇都宮の戦いで足を負傷していた歳三は、慶応4年（1868年）閏4月ごろから7月ごろ（異説あり）まで、会津若松城下の宿で病床に伏していた。ある日、同じ宿にいた幕臣で文官の望月光蔵が訪ねてきたが、歳三は寝ころんだまま「俺たちとともに戦え」と言った。その傲慢な態度にムッときた望月は「自分は文官だから戦うことはできない」と拒否。すると歳三は「じゃあお前は何をしにこんな遠くまで来たんだ。臆病者め」と言い放った。望月も黙っておれず「幸いにもあなたたちは宇都宮城を奪ったが、それをすぐに奪われたではないか。再び奪うことはもう難しいだろう。実に惜しいことだ。あなたもまた臆病者と言わざるを得ない」と言い返した。歳三は「うるさい、俺の病床に障る。もう聞きたくない。出て行け」と叫んだため、望月は部屋を去った。このとき歳三は怒りのあまり望月に枕を投げつけたという[27]。
- 江戸で定宿としていたのが幕府御用達釜屋。品川宿の中でも大変賑わっていた茶屋で「慶応三年卯十月廿一日登（上）新撰組土方歳三御家族 門人共上下三十一人（休）釜屋半右衛門 九貫三百文」という記録が残っている。現在、釜屋の跡地（現在の品川区にある青物横丁駅近く）には新選組の記念碑が建てられている。
- 死の直前に小姓を務めていた市村鉄之助に遺髪と写真を渡し、「日野の家族の元に届けてくれ」と命じる。それに対し市村は「私はこの地で討ち死にする覚悟でやってきました。誰か別の者に命じて下さい」と拒否する。それを聞いた歳三は「断るとあらば、今この場で討ち果たす」と鋭い眼光を向けて言い放った。その歳三の気迫に圧されて市村は首を縦に振った。日野に旅立つとき、市村は窓に人影が写っていることに気づく。「誰かは解りませんでしたが、おそらく（土方）先生だったろう思います」と語り残している。その後、市村は日野宿の佐藤彦五郎の元に遺髪と写真を無事に届けている。
- 土方歳三資料館には歳三の佩刀・和泉守兼定刃長2尺3寸1分6厘（70.3cm）が遺されている[28]。この現存する兼定を誰がいつ日野に届けたのかは不明。明確な史料は未だ発見されていない。文久3年の10月の近藤勇書簡では二尺八寸の和泉守兼定が記載されて居るが現存するものとは長さが一致しない上にこのとき会津十一代和泉守兼定は和泉守を受領していなかった。そのため、現存する会津十一代和泉守兼定とは別に過去唯一和泉守を受領して居た濃州関二代和泉守兼定を所持していたと思われる[28]。
- 歳三の刀はほかにも佐藤彦五郎資料館に葵御紋の越前康継が現存する。甲州勝沼戦後に歳三から佐藤源之助（彦五郎の長男）へ贈られた[29]。
- 和歌や俳諧を嗜むなど、風流人の面もあった。書き溜めた句は自らまとめており、『豊玉発句集』として残されている。
- 歳三は箱館戦争後も生き延びたという生存説がある。「箱館降伏図」には、6日前に死んだはずの歳三（降伏は5月17日）の姿が描かれている。他には、ロシアまで落ち延びたという説まである[30]。
- 沢庵が大好物だったとされており、特に小野路村で剣道場を開いていた小島鹿之助の隣の親戚・橋本家の沢庵がお気に入りで、食事の際には山盛りの沢庵をおいしそうに食べ、あまりにも気に入ったため、そのまま樽ごと担いで帰ったと言われている。

## 土方歳三を題材とした作品
小説
- 司馬遼太郎『燃えよ剣』
- 大内美予子『土方歳三』
- 広瀬仁紀『土方歳三 散華』1982年
- 萩尾農『散華・土方歳三』1989年(後に改訂され『土方歳三 散華』としても出版されている)
- 北原亞以子『歳三からの伝言』『暗闇から 土方歳三異聞』1995年
- 中場利一『バラガキ-土方歳三青春譜』 2000年
- 秋山香乃『歳三往きてまた』2002年
- 北方謙三『黒龍の柩』2002年 上、下
- 池波正太郎『色』（短編集『炎の武士』収録）
- 吉岡平『火星の土方歳三』（朝日ソノラマ）2004年
- 江宮隆之『歳三奔る 新選組最後の戦い』『女たちの新選組　花期花会』
- 森雅裕『会津斬鉄風』『マンハッタン英雄未満』
- 辻真先『北辰挽歌  土方歳三 海に戦う』『土方歳三、参る!　幻説五稜郭』
- 杉山義法『五稜郭』
- 荒俣宏『新帝都物語 維新国生み篇』
- 長井彬『函館五稜郭の闇』
- 合田一道『五稜郭秘史 紅蓮のごとく』
- 早乙女貢『新選組斬人剣 小説・土方歳三』
- 村瀬彰吾『人間 土方歳三  新選組副長秘め語り』
- 松井永人『土方歳三 北海の剣』
- 長谷川つとむ『土方歳三見参』
- 富樫倫太郎『土方歳三』『土方歳三 蝦夷血風録』三部作（『箱館売ります（旧題『箱館売ります 幕末ガルトネル事件異聞』）』『松前の花（旧題『美姫血戦 松前パン屋事始異聞』）』『神威の矢（旧題『殺生石』）』）
- 童門冬二『土方歳三 物語と史蹟をたずねて』
- 木村伸一『土方歳三流転の剣』
- 星亮一『新選組副長 土方歳三』
- 森満喜子『新選組青春譜』
- 岳真也『土方歳三』
- 藤井邦夫『歳三の首』
- 遊馬佑『紅の肖像』
- 五十嵐貴久『相棒』
- 草森紳一『歳三の写真』
- 三好徹『土方歳三―戦士の賦』
- 吉井恵美子『ラストヒーロー 最後の武士』
- 柘植久慶『土方歳三の鬼謀』
- 井上進『回天の夢 小説土方歳三』
- 夢枕獏『ヤマンタカ 大菩薩峠血風録』
- 逢坂剛『アリゾナ無宿』『逆襲の地平線』『果てしなき追跡』
- 京極夏彦『ヒトごろし』

楽曲
- 尾形大作「土方歳三」（詞：星野哲郎 曲：浜口庫之助）
- さくらゆき「青き夢」（詞・曲：小栗さくら）
- 萬月邸「心は清き水かがみ」（詞：芙雪 曲：川島憲治）
- DuelJewel「修羅」（詞：隼人 曲：Shun）
- レキシ「鬼の副長HIZIKATA feat. ぼく、獄門くん」（詞・曲：レキシ 編：大澤敦史）

漫画
- 碧也ぴんく『星のとりで～箱館新戦記～』
- 神田たけ志『歳三〜新撰組箱館戦記〜』（『北の獅子 真説・土方歳三伝』より改題）
- 菅野文『北走新選組』『凍鉄の花』
- かれん『歳三梅いちりん～新選組吉原異聞～』
- 一條和春『願わくば花のもとにて』（ラポート『月とノスタルヂヤ』収録　1994年）
- 斎藤岬『ひなたの狼』
- ヒロモト森一『武死道』
- ひらく椥『薄桜鬼』
- 橋本エイジ『ちるらん 新撰組鎮魂歌』
- 三宅乱丈『秘密の新選組』
- みなもと太郎『冗談新選組』
- 望月三起也『俺の新選組』
- 盛田賢司『月明星稀 - さよなら新選組』
- 赤名修『賊軍 土方歳三』
- 野田サトル『ゴールデンカムイ』
- そにしけんじ『ねこねこ日本史』
- 黒乃奈々絵『新撰組異聞PEACE MAKER』
- 手塚治虫『シュマリ』、『新選組』
- 環望『箱館妖人無頼帖ヒメガミ』
- 安田剛士『青のミブロ』

テレビドラマ
- 『新選組!! 土方歳三 最期の一日』（2006年、NHK正月時代劇、演：山本耕史）
- 『土方のスマホ』（2021年、NHK、演：窪田正孝）
- 『幕末相棒伝』（2022年1月3日、NHK総合「正月時代劇」、演：向井理）

アニメ
- STUDIO 4℃『土方歳三 白の軌跡』（声：今村直樹）
- スタジオディーン『薄桜鬼』（声：三木眞一郎）
- ランドック・スタジオ『ちるらん にぶんの壱』（声：鈴木達央）
- ジョーカーフィルムズ『ねこねこ日本史』（声：佐々木義人） - 脇役と主役を兼任する。アニメ映画『映画ねこねこ日本史～龍馬のハチャメチャタイムトラベルぜよ！～』にも出演。
- 『名探偵コナン 100万ドルの五稜星（みちしるべ）』（声：津田健次郎）[31]
- 青のミブロ（声：阿座上洋平）

ゲーム
- オトメイト 『薄桜鬼シリーズ』（声：三木眞一郎）
- 光栄（現・コーエーテクモゲームス）『維新の嵐 幕末志士伝』（声： 置鮎龍太郎）

デジタルコンテンツ
- 企画協力：新人物往来社、菊地明、黒鉄ヒロシ、土方歳三の末裔・土方愛 他 『月刊 歴メン 土方歳三』

舞台
- 宝塚歌劇団『誠の群像』
- ミュージカル薄桜鬼
- 『TEAM NACS第10回公演 LOOSER～失い続けてしまうアルバム』（2004年） 演：大泉洋